# مخزن سد رود ویلش
مخزن سد رود ویلش (به لاتین: Vileshchay reservoir) یک مخزن سد در جمهوری آذربایجان است که در شهرستان ماساللی واقع شده‌است.